# Herbertia (növénynemzetség)
A Herbertia a nősziromfélék családjába tartozó növénynemzetség.

## Leírása
A Herbertiák lágyszárú, évelő növények. Ovális hagymagumójukat barna, papírszerű hártya veszi körbe. Száruk egyszerű vagy elágazó. Kevés levelük van; az alsók nagyobbak a többinél. A levelek megnyújtott lándzsás formájúak. Viráguk rövid életű, fehér, kék vagy ibolyaszínű. Szirmai egyenlőtlen nagyságúak, felváltva elhelyezkedő három nagy és három kis sziromra oszlanak.
A nemzetség tagjai egy kivételével csak Dél-Amerikában honosak. A Herbertia lahue az Egyesült Államok délkeleti államaiban is elterjedt. A Herbertiák legközelebbi rokonai az Alophia, Cypella és Tigridia genusok. A nemzetség William Herbert (1778–1847) angol botanikusról, a hagymás növények specialistájáról kapta nevét. 

## Fajok
- Herbertia amatorum C.H.Wright - Uruguay
- Herbertia darwinii Roitman & J.A.Castillo - Brazília Rio Grande do Sul állama, Argentína Corrientes tartománya
- Herbertia furcata (Klatt) Ravenna - Uruguay, Dél-Brazília, Argentína Misiones tartománya
- Herbertia hauthalii (Kuntze) K.Schum. - Paraguay
- Herbertia lahue (Molina) Goldblatt - Dél-Brazília, Észak-Argentína, Közép-Chile, Uruguay, az USA déli része (Texas, Louisiana, Mississippi, Florida)
- Herbertia pulchella Sweet - Kolumbia, Venezuela, Bolívia, Uruguay, Dél-Brazília, Észak-Chile, Argentína Salta tartománya
- Herbertia quareimana Ravenna - Uruguay, Dél-Brazília
- Herbertia tigridioides (Hicken) Goldblatt - Bolívia, Észak-Argentína
- Herbertia zebrina Deble - Brazília Rio Grande do Sul állama

## Fordítás
- Ez a szócikk részben vagy egészben  a   Herbertia (plant) című angol Wikipédia-szócikk ezen változatának fordításán alapul.  Az eredeti cikk szerkesztőit annak laptörténete sorolja fel. Ez a jelzés csupán a megfogalmazás eredetét és a szerzői jogokat jelzi, nem szolgál a cikkben szereplő információk forrásmegjelöléseként.